# Giovanni Soncelli
Giovanni Soncelli (Torre di Santa Maria, 18 marzo 1915 – Arnautovo, 26 gennaio 1943) è stato un militare italiano, insignito della medaglia d'oro al valor militare alla memoria nel corso della seconda guerra mondiale.

## Biografia
Nacque a Torre di Santa Maria il 18 marzo 1915, figlio di Aldo e Erminia Pradella. Conseguita la laurea in giurisprudenza presso l'Università di Milano, divenne istruttore presso la Scuola nazionale di alta montagna a Chiareggio. Il 25 aprile 1941 si arruolò volontario nel Regio Esercito, assegnato all'arma di fanteria, corpo degli alpini. In forza al 7º Reggimento alpini frequentò per un anno la Scuola militare di Aosta con il grado di sergente e quindi fu ammesso al Corso Allievi Ufficiali di Complemento a Bassano del Grappa.
Nominato sottotenente di complemento, il 15 maggio 1942 fu destinato a prestare servizio presso la 49ª Compagnia, del battaglione alpini "Tirano", inquadrata nel 5º Reggimento alpini, della 2ª Divisione alpina "Tridentina". Partì per l'Unione Sovietica il 20 luglio dello stesso anno. Cadde in combattimento ad Arnautovo il 26 gennaio 1943, colpito al petto da un proiettile  di fucile anticarro. Fu successivamente insignito della medaglia d'oro al valor militare alla memoria. Una via di Torre Santa Maria porta il suo nome.

### Annotazioni
1. ↑  Colpito da proiettile di fucile anticarro alla regione cardiaca così scrisse il tenente medico dottor Camillo Taini. Il certificato di morte venne sottoscritto anche dal tenente cappellano don Narciso Crosara.

### Fonti
1. 1 2  Combattenti Liberazione.
2. 1 2 3  Gruppo Medaglie d'Oro al Valor Militare 1965, p. 205.
3. 1 2 3 4  Bianchi, Cattaneo 2011, p. 443.
4. ↑   Medaglia d'oro al valor militare Soncelli, Giovanni, su quirinale.it, Quirinale. URL consultato l'11 luglio 2021.
5. ↑  Registrato alla Corte dei conti lì 9 febbraio 1948, Esercito registro 8, foglio 308.